# Gymnophora perpropinqua
Gymnophora perpropinqua är en tvåvingeart som beskrevs av Mikhail B. Mostovski och Mikhailovskaya 2003. Gymnophora perpropinqua ingår i släktet Gymnophora och familjen puckelflugor.
Artens utbredningsområde är Ukraina. Inga underarter finns listade i Catalogue of Life.